# Squatina nebulosa
Squatina nebulosa är en hajart som beskrevs av Regan 1906. Squatina nebulosa ingår i släktet Squatina och familjen havsänglar. IUCN kategoriserar arten globalt som sårbar. Inga underarter finns listade i Catalogue of Life.